# Jüe-siou
Obvod Jüe-siou (čínsky v českém přepisu Jüe-siou čchü, pchin-jinem Yuèxiù Qū, znaky zjednodušené 越秀区, tradiční 越秀區) je obvod Kantonu, hlavního města provincie Kuang-tung v Čínské lidové republice. Má rozlohu zhruba 33 kilometrů čtverečních a v roce 2014 v něm žilo přibližně 1146 tisíc obyvatel
Obvod zahrnuje historické jádro Kantonu i jeho současné politické, obchodní i kulturní centrum. Na jeho území bývalo město Pchan-jü, hlavní město státu Nan-jüe v 2. století před naším letopočtem.
Na severu sousedí s obvodem Paj-jün, na východě s obvodem Tchien-che, na jihu s obvodem Chaj-ču a na západě s obvodem Li-wan.